# Sherwin Gatchalian
Sherwin T. Gatchalian (Manilla, 6 april 1974) is een Filipijns politicus. Gatchalian werd in 2016 gekozen in de Senaat van de Filipijnen. Eerder was hij van 2013 tot 2016 lid van het Filipijnse Huis van Afgevaardigden namens het kiesdistrict van Valenzuela. Daarvoor was hij van 2004 tot 2013 burgemeester van Valenzuela. 